# Мідиця мала
Мідиця мала або Бурозубка мала (Sorex minutus) — вид роду мідиця, поширений у Євразії. Як і вказує видова назва, це крихітна тварина, яка має загострену мордочку і сіро-коричневе хутро, яке стає блідішим на нижній стороні; хвіст волохатий і порівняно довгий.

## Опис
Має вагу 2.4–6.1 грама, довжину хвоста 32–46 мм, довжину голови й тіла 40–60 мм. Має одну з найбільших швидкостей метаболізму серед тварин; вона повинна їсти через рівні проміжки часу — приблизно кожні дві години. Як і інші види роду Sorex, має червоні наконечники зубів, утворені осадженням заліза, що посилює захист від зносу.

## Поведінка
Вид активний і вдень і вночі, змінюючи напади активності з періодами відпочинку. Живе в підліску та опалому листі. Живиться дрібними комахами й іншими безхребетними. Сезон розмноження триває з квітня по серпень. Самиці зазвичай народжують від двох до восьми дитинчат та доглядають за дітьми в підземному гнізді. Оскільки період вагітності  — трохи понад три тижні, вони можуть мати до п'яти приплодів на рік, при тому, що тривалість життя становить трохи більше 15 місяців.

## Поширення
Мешкає на Британських островах і в більшій частині континентальної Європи, європейській частині Росії та в Сибіру до Байкалу. Північна межа ареалу проходить за Полярним колом. Зустрічається від рівня моря до 2000 м в Піренеях і 2260 м в Альпах. У Південній Азії цей вид, зареєстрований в Пакистані і Кашмірі в Індії. Однак, у зв'язку з таксономічною плутаниною між цим видом і Sorex planiceps, його межі поширення в цьому регіоні важко визначити. Проживає у відносно вологих районах з густою рослинністю на землі, у найрізноманітніших середовищах проживання, включаючи болота, луки, степи, піщані дюни, краї лісу, скелясті ділянки, чагарники та гірські ліси.

## Загрози та охорона
Потерпає через руйнування середовища існування, використання пестицидів і зниження числа безхребетних. Включений до Додатка III Бернської конвенції. Мешкає в багатьох природоохоронних територіях.

## Галерея

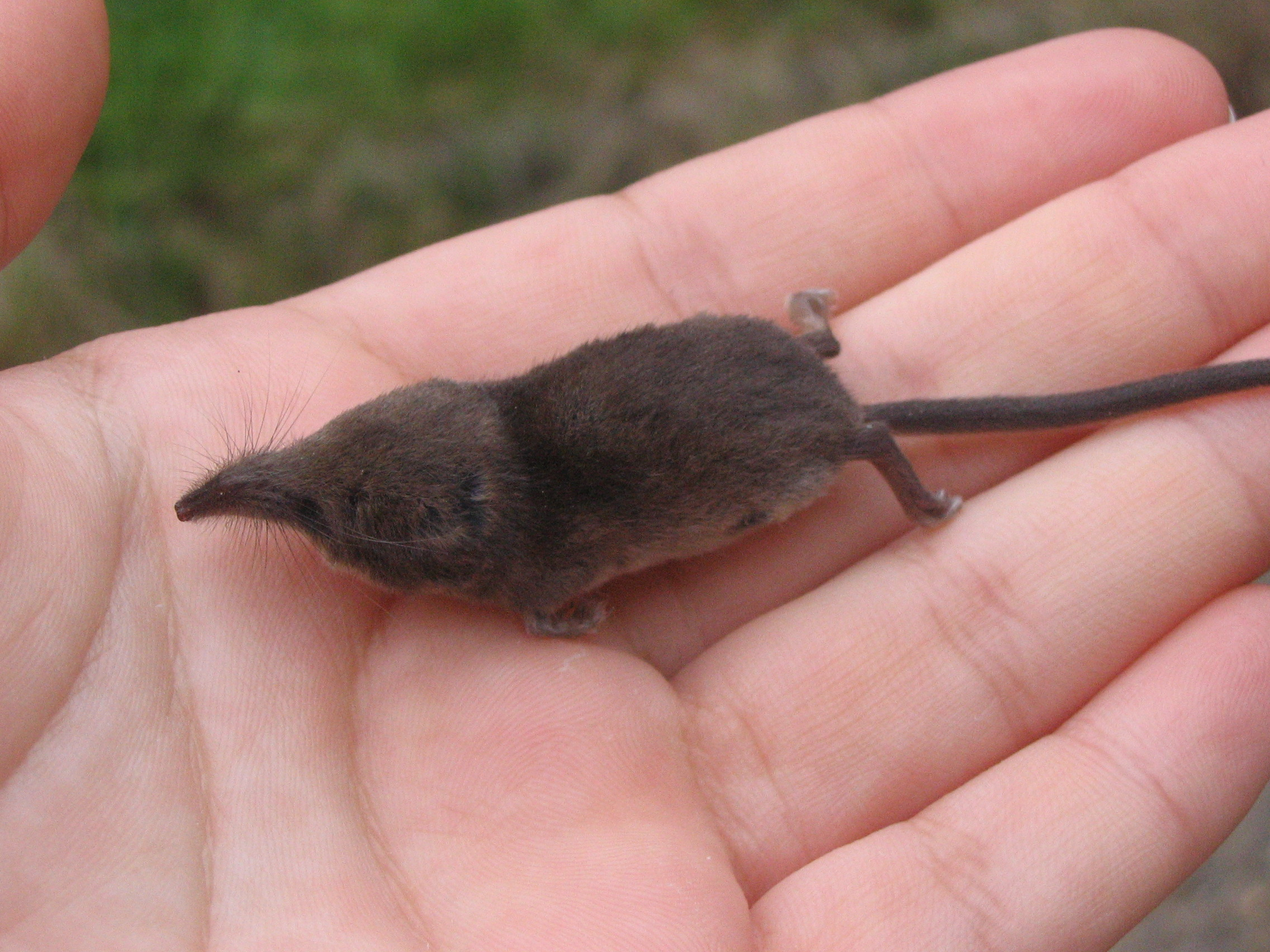
мідиця мала на долоні
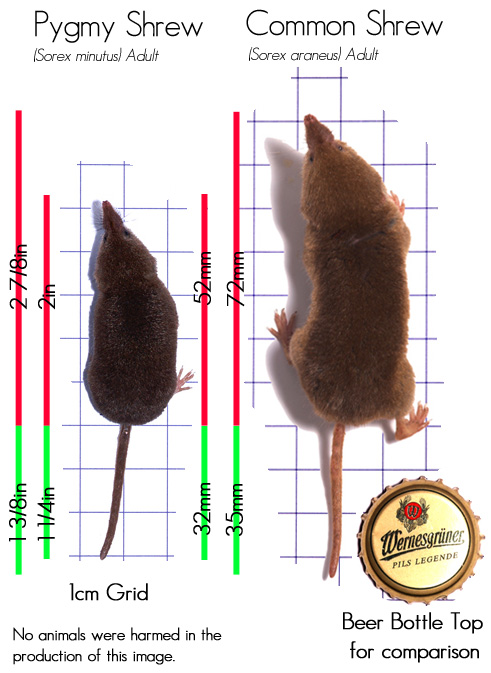
порівняння мідиці малої й звичайної
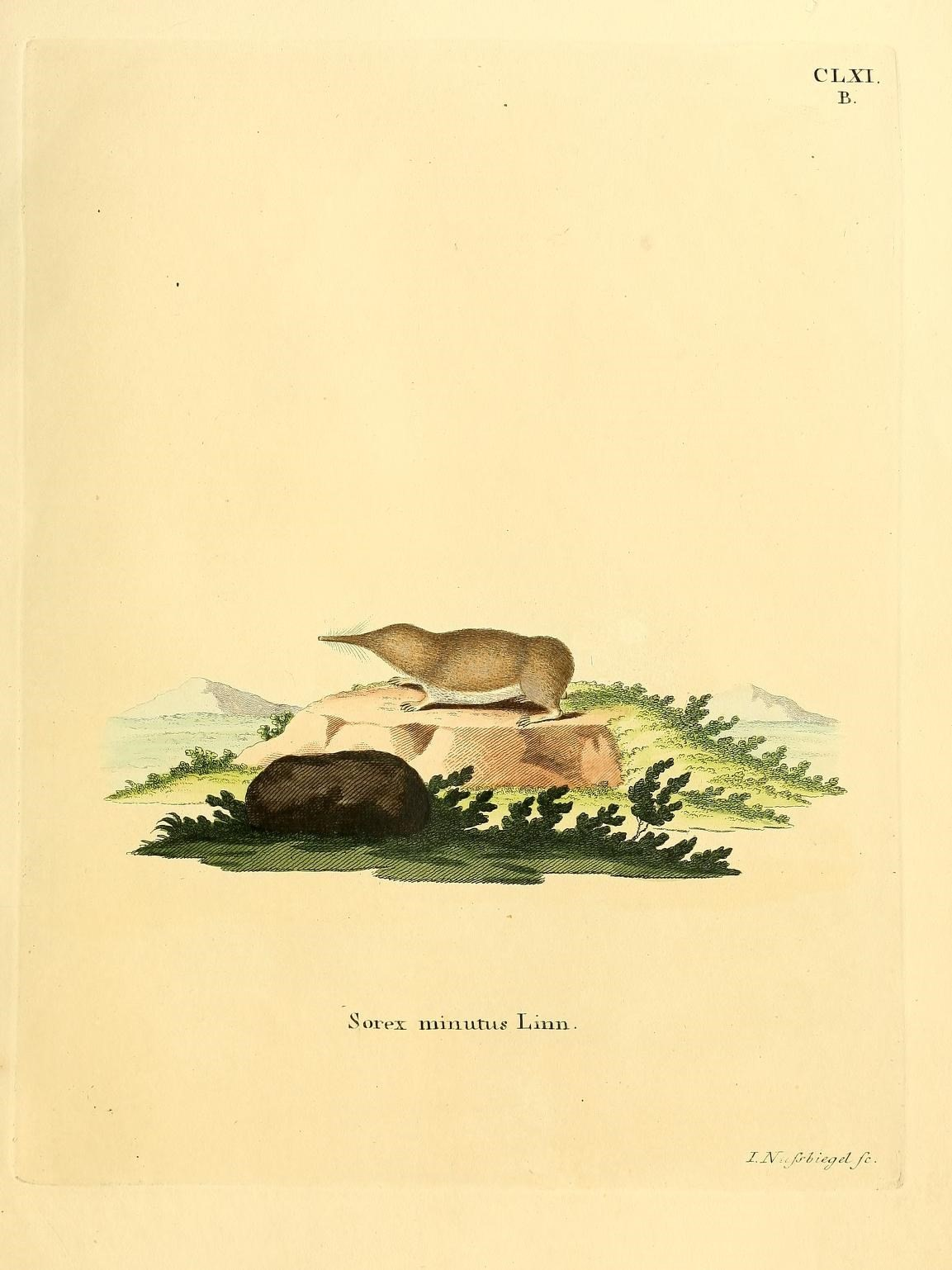
ілюстрація